# لینفورد ریس
ویلیام لینفورد ریس (24 اکتبر 1914 - 29 ژوئیه 2004) روانپزشک ولزی بود. او استاد روانپزشکی در بیمارستان St Bartholomew's لندن و رئیس کالج سلطنتی روانپزشکان از 1975 تا 1978 بود. 
ریس که ولزی‌زبان بود، در باری پورت متولد شد و در مدرسه گرامر Llanelli تحصیل کرد. وی مدرک پزشکی خود را از دانشکده ملی پزشکی ولز در سال 1938 بدست آورد. وی پس از تحصیلات تکمیلی در بیمارستان مودسلی لندن ، در پزشکی روان پریشی تخصص پیدا کرد و با هانس آیزنک همکاری نزدیک داشت. وی بعداً در بیمارستان ویچرچ در کاردیف و بار دیگر در مودسلی کار کرد ، قبل از آنکه در سال 1996 پست علمی خود را در سنت بارتولومیو بر عهده بگیرد. 